# Robert van Sablé
Robrecht van Sablé of Robert de Sablé (1150? - 1192/3) was de elfde grootmeester van de Orde van de Tempeliers en tussen 1191 en 1192 heer van Cyprus.

## Biografie
Sablé was afkomstig uit Anjou, Frankrijk en hij bezat vele landerijen rondom Le Mans, het kerngebied van de Plantagenets. Hij behoorde tot de militaire adviseurs van Richard I van Engeland en was in 1190 betrokken geweest bij de voorbereidingen voor diens kruistocht. Als een van de drie admiraals voerde hij het bevel over de vloot van Richard Leeuwenhart en tijdens hun verblijf op Sicilië trad hij op als ambassadeur van de Engelse koning. Robert van Sablé was een vertrouweling van Richard en niet lang na aankomst in Akko kreeg hij de opdracht om zich in te laten zweren als tempelier. Kort na zijn toetreding tot de orde werd hij verkozen tot grootmeester.
Robert van Sablé voerde de Tempeliers aan tijdens de slag bij Arsoef. In 1191 kocht hij namens de orde het eiland Cyprus over van Richard Leeuwenhart voor een bedrag van 100.000 gouden dinar. Om het eiland te bezetten stuurde de grootmeester de Tempelier Reynald Bochart richting het eiland. De bezetting van Cyprus door de Tempeliers faalde waarop Robert van Sablé het eiland teruggaf aan de Engelse koning. Robert van Sablé overleed in 1193. Bij zijn dood had hij er voor gezorgd dat er een einde was gekomen aan de crisis die in de orde was ontstaan tijdens het bewind van Geraard de Ruddervoorde en had hij de orde doelgerichtheid en discipline teruggegeven.

## Trivia
- Robert de Sablé is de antagonist in de verhaallijn van het computerspel Assassin's Creed.